# Curacas (banda)
Curacas, conocidos también frecuentemente como Los Curacas, es una banda chilena de música folclórica pertenecientes a la llamada nueva canción chilena. Fue fundada en 1967 en la ciudad de Santiago bajo el alero de Ángel Parra .  Formaron parte de la Peña de los Parra y ganaron una gaviota de plata en el festival del Viña del Mar.

## Estilo
Su música se caracteriza por poseer una influencia de música andina más clara que en la mayoría de las otras bandas del movimiento. Poseen varios álbumes oficiales, además de diversas participaciones en discos colectivos con otros conocidos músicos chilenos. Su repertorio incluye sobre todo canciones de la tradición popular, así como versiones de reconocidos cantautores como Violeta Parra.

## Historia
La historia de la agrupación se remonta a su fundador, el uruguayo Alberto Zapicán, que a mediados de la década de 1960 acompañaba musicalmente a Violeta Parra en distintas presentaciones en vivo, incluso llegando a tocar el bombo y hacer la segunda voz en el álbum Las últimas composiciones de 1966, último álbum que lanzaría Violeta en vida. Varias de dichas presentaciones se realizaron en la Peña de los Parra, histórica peña folclórica creada por esos años en Santiago de Chile por los hermanos Ángel e Isabel Parra.
En esta peña Zapicán conoció a los hermanos Carlos y Mario Necochea, Pedro Aceituno y Ricardo Yocelevsky, con quienes conformaría la primera formación de la banda, bajo el nombre de Los de la Peña. Si bien algunos de sus integrantes no poseían estudios musicales formales, sirvieron de un importante apoyo para las presentaciones en vivo de Ángel Parra, mediante el uso de instrumentos típicos de la música andina tales como la quena, el charango, el bombo, la caja o la zampoña. Ángel se convertiría así en el director artístico de la banda, que pasaría a cambiar su nombre por el de Curacas o Los Curacas, que proviene de la palabra «curaca», cargo de jefe político y administrativo de un ayllu.
En 1970 acompañan musicalmente a Kiko Álvarez en su interpretación en el XI Festival Internacional de la Canción de Viña del Mar, con el tema «La patria», con el cual obtendrían el segundo lugar de la competencia folclórica. El primero se lo llevaría Rolando Alarcón, otro conocido representante de la nueva Canción Chilena.
Ese mismo año, bajo el sello Peña de los Parra (y distribuidos por DICAP), comenzaría la publicación consecutiva de sus primeros tres álbumes oficiales: Norte (1970), Curacas (1971) e Instrumental andino (1972).

### El Golpe de Estado
Después del Golpe de Estado de 1973 el grupo se disolvió temporalmente. Algunos años más tarde, el grupo retomó su trabajo y lanzó otros dos álbumes, con algunos nuevos integrantes en sus filas: Curacas 4 (1975) y Curacas 5 (1977), ambos bajo el sello Quatro, tercera y última empresa discográfica del cuestionado Camilo Fernández, creador de Demon y Arena.
Luego de estos lanzamientos, y como parte del apagón cultural que caracterizó la dictadura militar, la banda se separa casi irremediablemente. Se necesitarían de más de dos décadas para que la agrupación comenzara a volver a dar luces de un posible reencuentro.

### Nueva etapa
El año 2000, algunos de Los Curacas de la segunda generación realizaron aisladas presentaciones en vivo. El año 2006, sin embargo, la reagrupación de la banda se concreta con el retorno de Pedro Aceituno, uno de sus fundadores. Así, en 2007, lanzan su disco más reciente, Seguimos cantando...!, distanciado en exactamente 30 años con respecto a su trabajo anterior, sin ningún sello de por medio e incluyendo tanto renovadas versiones de trabajos antiguos como nuevas composiciones.

## Integrantes
En sus orígenes, los miembros de la agrupación fueron:
- Ángel Parra (1967)
- Alberto Zapicán (1967 - 1972)
- Mario Necochea (1967 - 1972)
- Carlos Necochea (1967 - 1979)
- Pedro Aceituno, guitarra (1967 - 1979 / 2000 - •)
- Ricardo Yocelevzky (1967 - 1973)
- José Miguel Camus (?)
- Ernesto Parra (?)

Luego del año 72 y 73, dado que algunos miembros no volverían al conjunto, se sumarían nuevos miembros, quienes fueron:
- Marcelo Castillo (1972 - 1973)
- Humberto Durán; quena, zampoña (1972 - 1979 / 2000 - •)
- Leni Troncoso (1972 - 1979)
- Daniel Gallardo; quena, zampoña (1974 - 1979 / 2000 - •)
- César Palacios (1974)
- Gastón Ávila, charango (1976 - 1979 / 2000 - •)

Luego de la separación, el grupo se reintegró el año 2000, con los integrantes:
- Pedro Aceituno
- Humberto Durán
- Daniel Gallardo
- Gastón Ávila
- Ricardo Llanos

## Discografía
- 1970 - Norte
- 1971 - Curacas
- 1972 - Instrumental andino
- 1975 - Curacas 4 (Quatro)
- 1977 - Curacas 5 (Quatro)
- 2007 - Seguimos cantando...! (independiente)
- 2014 - Siempre Anduvimos

### Sencillos
- 1971 - La cuyaca / Valse

### Colectivos
- 1969 - La peña de los Parra, vol. I (como «Los de la Peña»)

## Colectivos
- 1977 - La gran noche del folklore (Alerce)
- 1996 - Ritmo de la Juventud. Vol. 3 (Sony Music)
- 1996 - Ritmo de la Juventud. Vol. 4 (Sony Music)
- 1996 - Ritmo de la Juventud. Vol. 12 (Sony Music)